# Поисковое движение

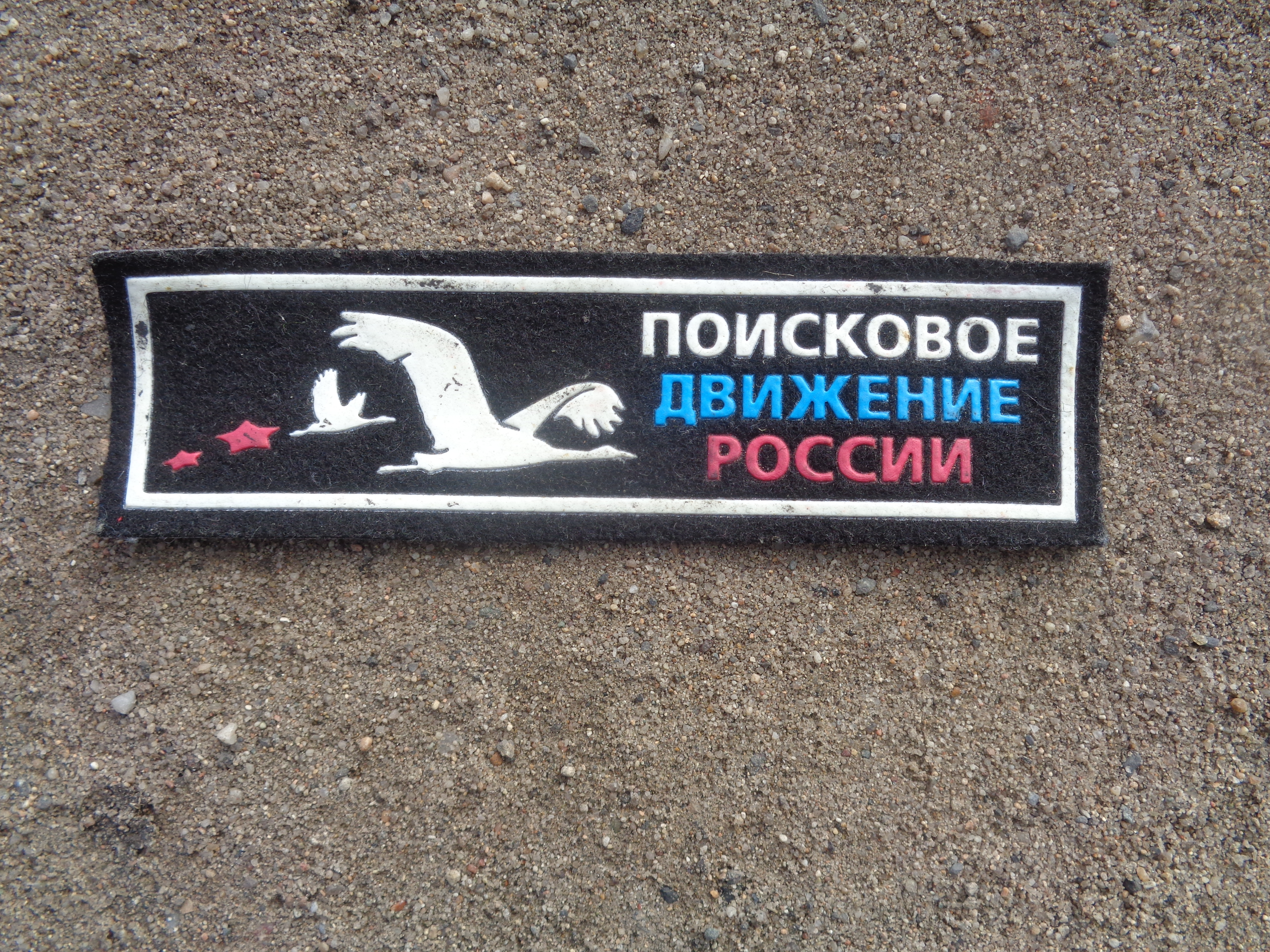
Нашивка «Поисковое движение России», образованное в 2013 году

Поиско́вое движе́ние — деятельность организаций и отдельных поисковиков, направленная на поиск пропавших без вести солдат и их последующую идентификацию на основе медальонов, именных личных вещей и архивных документов.

## История поискового движения в СССР и России
Неизвестные воинские захоронения на местах боёв оставались таковыми на протяжении десятилетий после окончания Великой Отечественной войны.
Начало поисковому движению положили в 1950-70-х годах энтузиасты-следопыты, которые устраивали походы по местам боёв, создавали в школах комнаты боевой славы, Книги Памяти, музеи героев-земляков. Повсеместно пионерские и комсомольские организации брали на себя шефство над ветеранами войны и солдатскими вдовами, уход за воинскими мемориалами, начали поиск «без вести пропавших воинов», которых в 1941-45 годах числилось 4.5 млн человек.
Поиск и перезахоронение погибших осложняло и замедляло наличие на местах боевых действий мин и других взрывоопасных предметов. На отдельных участках местности (где велись особенно длительные и ожесточённые бои - например, на Синявинских высотах, а также на заболоченных участках местности в районе Ленинграда, бои в районе которых не прекращались в 1941-1944 гг. разминирование местности продолжалось свыше двадцати лет, до середины 1970х годов). В некоторых случаях тела погибших обнаруживали лишь после завершения мелиоративных работ по осушению местности.  
В это время поисковой работе существенно помогали воспоминания ветеранов и старожилов, помнивших войну, благодаря которым можно было установить места нахождения одиночной или братской могилы, санитарного захоронения или иного «официального» места упокоения погибших военнослужащих. Многие санитарные захоронения, произведенные после боя, оказались забытыми, хотя перед захоронением медальоны с погибших собрали и родственникам похоронки отправили. Однако оказалось немало полей боев, на которых останки оказались незахороненными и оставшиеся на них солдаты числились пропавшими без вести. При открытии таких полей требовалась археологическая точность и навыки, чтобы можно было установить обстоятельства гибели солдата и установить его личность. Требовалась также координация поисковой работы, содействие органов местной власти и воинских частей, для чего и потребовалось создать единый центр.
В 1985-1986 гг. в результате совместной работы московского историка М. А. Паланта и армянской публицистки А. Ф. Гюмрецы-Подколзиной в архивах было найдено портретное изображение и образец почерка Анны Новиковой (первой женщины, ставшей строевым командиром РККА). Новые методы криминалистики и судебно-медицинской экспертизы обеспечили возможность установления личности тел, идентификация которых ранее считалась невозможной (так, в 1988 году была установлена личность подпольщика Николая Ваулы, убитого колчаковцами в 1919 году в Загородной роще на окраине Омска).

### 1980-е годы

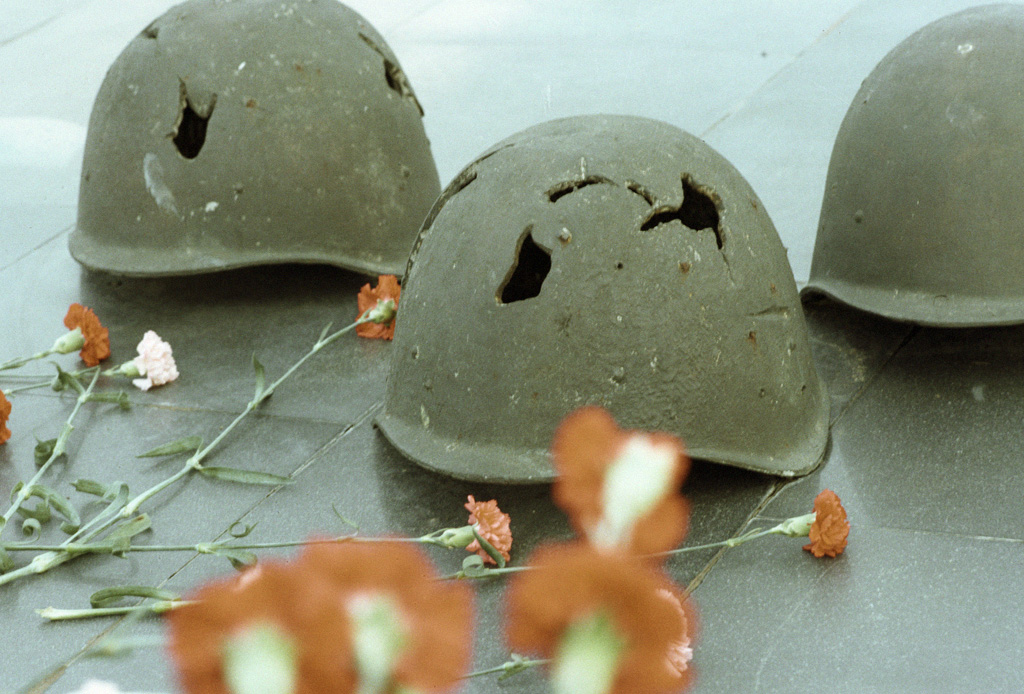
Мамаев курган, город Волгоград

15 марта 1988 года в Калуге на 1-м Всесоюзном сборе представителей поисковых отрядов Советского Союза было принято решение о создании Всесоюзного координационного Совета поисковых отрядов при ЦК ВЛКСМ. Его председателем был избран участник Великой Отечественной войны Юлий Михайлович Иконников (1924—2000).
9 мая 1988 года вышла Директива Министра обороны СССР и Начальника Главного Политического Управления Советской Армии и Военно-Морского Флота № 30 «Об оказании помощи местным советским органам в работе по увековечению памяти защитников Родины», приуроченная к празднованию годовщины Дня Победы.
6-10 октября 1988 года прошёл 2-й сбор ВЛКСМ в Волоколамске. Таким образом, только к концу 1980-х годов, через 40 с лишним лет после окончания Великой Отечественной войны было официально разрешено массовое участие граждан в работах по поиску останков погибших солдат и командиров армии-победительницы.
В это же время происходило изменение форм патриотического воспитания: на смену «Всесоюзному походу по местам боевой, революционной и трудовой славы» приходят «Вахты памяти» по розыску и перезахоронению павших защитников Отечества. Начало этому процессу было положено 19 октября 1988 года совместным Постановлением Коллегии Министерства обороны СССР и Бюро ЦК ВЛКСМ. В мае 1989 года у деревни Мясной Бор Новгородской области, на месте гибели 2-й ударной армии, была проведена первая «Всесоюзная Вахта памяти» при поддержке Министерства обороны и ЦК ВЛКСМ. В 1990 году «Вахта памяти» проводилась в Смоленской области, после чего аналогичные «Вахты» стали проводиться во многих областях в общегосударственном масштабе.
По инициативе Министерства обороны СССР, Всесоюзного совета ветеранов войны и труда, ЦК ВЛКСМ, Государственного комитета СССР по делам издательств, полиграфии и книжной торговли и Советского фонда мира 17 января 1989 года было принято постановление ЦК КПСС «О Всесоюзной Книге Памяти», которое стало важным шагом в увековечении памяти павших советских воинов. В республиканские, краевые и областные «Книги Памяти» в течение 1989—1995 гг. планировалось заносить краткие сведения о погибших в боях за родину. Было также предложено на базе указанных книг издать единую «Всесоюзную Книгу Памяти» с опубликованием в ней обобщенных данных по стране.
Одним из конструктивных мероприятий командования Вооруженных сил СССР, направленных на консолидацию усилий государственных и общественных организаций в работе по установлению судеб военнослужащих, розыску, учёту и благоустройству воинских захоронений, явилось создание в конце 1989 года нештатного Координационного центра Министерства обороны СССР по увековечению памяти защитников Родины. В его обязанности входило обеспечение взаимодействия органов военного управления, воинских частей и учреждений с партийными, государственными и общественными организациями по увековечению памяти погибших, а также развитие сотрудничества с государственными учреждениями и общественными организациями зарубежных стран по выявлению, учёту и благоустройству советских воинских захоронений, находящихся за пределами СССР. Кроме того, центр выполнял такие функции, как осуществление контроля над состоянием и сохранностью могил и кладбищ военнослужащих, оказание научно-методической и практической помощи воинским частям, государственным учреждениям и общественным организациям в совершенствовании форм и методов их деятельности по увековечению памяти защитников Родины.

### 1990-е годы

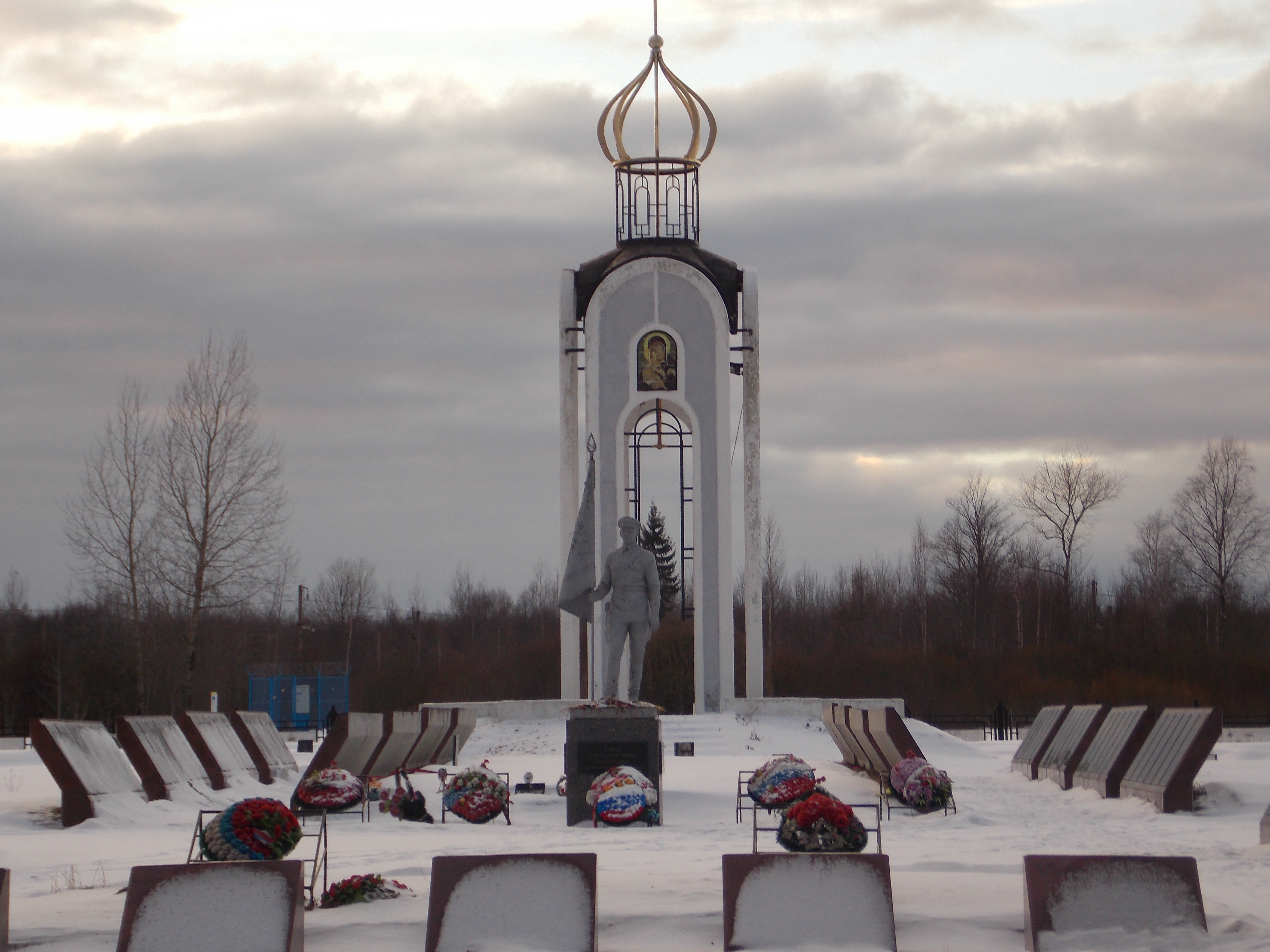
Военное мемориальное кладбище, Долина Смерти (Мясной Бор)

8 февраля 1991 года был подписан Указ Президента СССР «О дополнительных мерах по увековечению памяти советских граждан, погибших при защите Родины в предвоенные годы и в период Великой Отечественной войны, а также исполнявших интернациональный долг». В нём отмечалось, что в стране проводится значительная работа по увековечению памяти советских граждан, погибших при защите родины, но общественность озабочена имеющимися фактами равнодушного отношения к памяти павших, небрежного содержания могил и памятников. Указывалось на то, что ещё немало останков воинов до настоящего времени не погребено; поиски пропавших без вести, проводимые, как правило, энтузиастами-одиночками и немногочисленными отрядами молодёжи, не находят должной поддержки и слабо координируются в центре и на местах; явно недостаточны проводимые меры по получению сведений о советских гражданах, захороненных на территориях иностранных государств.
Во исполнении Указа Президента СССР 15 марта 1991 года было принято Постановление Президиума Верховного Совета РСФСР № 892-1 «Об увековечении памяти погибших при выполнении конституционной обязанности по защите Отечества», в котором четко расписывалось, кого можно считать погибшим при выполнении конституционной обязанности по защите Отечества граждан РСФСР. Также было предложено Президенту СССР решить вопрос о рассекречивании данных о потерях военнослужащих и информировании о них населения.
7 апреля 1991 года был подписан Приказ Министра обороны СССР № 164 (недоступная ссылка) «Об учреждении нагрудного знака „За активный поиск“». По положению им награждаются «военнослужащие, рабочие и служащие Советской армии и Военно-морского флота, члены ветеранских, молодёжных и иных общественных организаций, другие граждане СССР, а также иностранные граждане, наиболее отличившиеся в поисковой работе, работающие по архивным документам и на местности с целью установления сведений о погибших и пропавших без вести военнослужащих в годы Великой Отечественной войны 1941—1945 гг., выявления ранее неизвестных захоронений и непогребенных останков защитников Родины». Знаком «За активный поиск» награждают до сих пор. Теперь это делается приказом начальника Военно-мемориального центра Министерства обороны РФ. За прошедшие годы тысячи поисковиков удостоились этой награды.
В августе 1991 года общесоюзное поисковое движение было оформлено юридически в самостоятельную организацию: в Министерстве юстиции СССР была зарегистрирована «Ассоциация поисковых объединений „Народная память о защитниках Отечества (АсПО)“». Распад СССР и изменившаяся в стране политическая ситуация не могли не отразиться на её структуре. Часть отрядов осталась в Ассоциации, другая — вышла из неё, образовав свои республиканские объединения. Некоторые предпочли независимость и перешли под крыло различных фондов. С этого момента более чем на десятилетие растянулось автономное существование межрегиональных и региональных поисковых организаций и объединений, имеющее отрицательное воздействие в целом на развитие движения.
Закон Российской Федерации «Об увековечении памяти погибших при защите Отечества» был принят Верховным Советом РФ 14 января 1993 года. В нём был определён порядок проведения поисковых работ, органы управления, финансовое и материально-техническое обеспечение мероприятий по увековечению памяти погибших при защите Отечества. С принятием данного закона поисковая работа получила законодательную основу, признание и поддержку государства.
23 июля 1993 года был подписан Указ Президента РФ № 1055 «О подготовке к празднованию памятных дат Великой Отечественной войны 1941—1945 годов», в его исполнение Правительство РФ 1 июня 1994 года приняло «Программу подготовки и проведения празднования 50-летия Победы и других памятных дат Великой Отечественной войны 1941—1945 годов», в которой впервые на статью «Проведение Вахты Памяти, направленной на активизацию поисков погибших в годы Великой Отечественной войны, установление их имен и фамилий, приведение в порядок братских и индивидуальных могил, памятников и обелисков, открытие новых памятных мест, создание мемориальных зон» было выделено на 1994—1995 гг. 298,8 млрд рублей.
К 1993 году результатом совместной деятельности[кого?] стало создание Всероссийского информационно-поискового центра (ВИПЦ) — совместного проекта Министерства обороны Российской Федерации, Общероссийского общественного движения «Поисковое движение России» и Общественной молодежной организации «Объединение „Отечество“ Республики Татарстан». ВИПЦ — единый центр по сбору, систематизации и хранению результатов поисковых работ в стране. В период с 1948 по 2022 год поисковыми отрядами найдено и захоронено 536 558 бойцов, обнаружено и прочитано 7778 медальонов, установлено 23 212 имён.
В 1995—1996 гг. был принят целый ряд нормативных актов, регламентирующих поисковое движение и увековечение памяти погибших при защите Отечества.
Так, в Федеральном законе от 13 марта 1995 г. № 32-Ф3 «О днях воинской славы (победных днях) России» (недоступная ссылка) (с 21 июля 2005 года он называется «О днях воинской славы и памятных датах России») были определены основные формы увековечения памяти воинов России. В некоторых субъектах Российской Федерации и муниципальных образованиях, где не было принято других нормативных актов, регламентирующих поисковое движение и увековечение памяти погибших при защите Отечества, этот закон стал единственным документом, обеспечивающим финансирование поисковых работ.
Исключительно важное значение имеет принятый 26 мая 1995 года Федеральный закон N98-ФЗ «О государственной поддержке молодёжных и детских общественных объединений», в котором были определены основные направления и формы господдержки молодёжных и детских объединений (в том числе подготовка кадров, предоставление льгот, привлечение к выполнению госзаказа, поддержка программ, выделение субсидий), гарантированы права объединений. На сегодняшний день этот закон является основным по финансированию работы молодёжных поисковых объединений.
В развитии этого закона были приняты Постановление Правительства РФ № 387 «О дополнительных мерах поддержки молодёжи в Российской Федерации» и Указ Президента РФ от 16.05.1996 г. № 727 «О мерах государственной поддержки общественных объединений, ведущих работу по военно-патриотическому воспитанию молодёжи» (недоступная ссылка). В нём Министерству обороны было поручено принять меры к укреплению и расширению связей воинских формирований с образовательными учреждениями, военно-патриотическими молодёжными и детскими объединениями (ВПО) и поисковыми группами; определить порядок предоставления им на безвозмездной основе учебно-материальной базы; разработать порядок передачи техники, технических средств, обмундирования. Органам исполнительной власти субъектов РФ было рекомендовано предусмотреть ежегодное выделение средств для финансирования части затрат на осуществление деятельности этих объединений и поисковых формирований.
В Федеральном законе от 12 января 1996 г. N 8-ФЗ «О погребении и похоронном деле» (принят Государственной думой 8 декабря 1995 года) было дано определение «Старые военные и ранее неизвестные захоронения». К ним были отнесены захоронения погибших в боевых действиях, а также захоронения жертв массовых репрессий. Законом были запрещены поиск и вскрытие этих захоронений гражданами или юридическими лицами, не имеющими официального разрешения на такую деятельность. Этот Закон дал возможность юридически преследовать вскрытие и разрушение военных захоронений.

### 2000-е годы

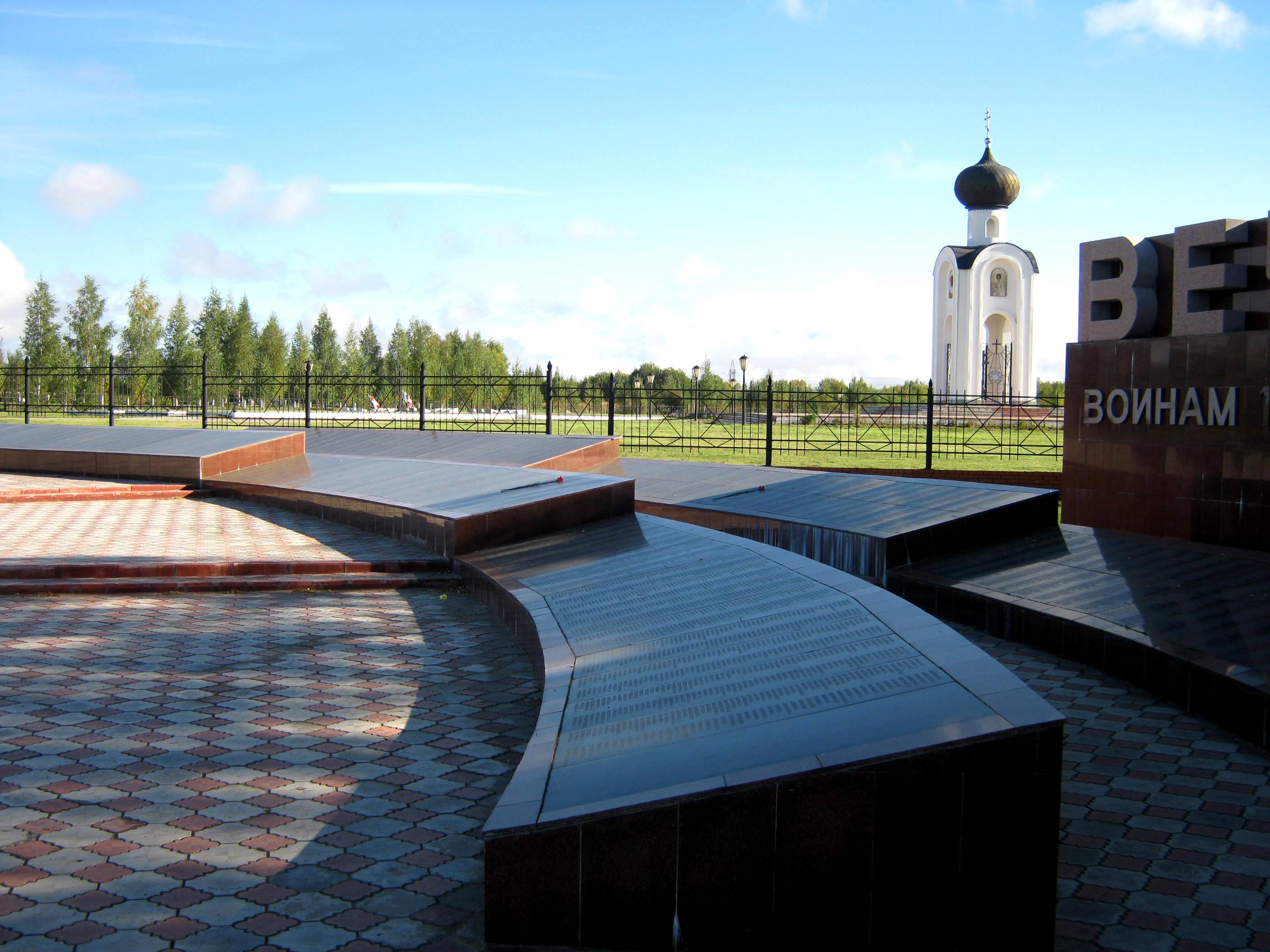
Военное мемориальное кладбище, Ржев

24 июля 2000 года Постановлением Правительства РФ № 551 было утверждено «Положение о военно-патриотических молодёжных и детских объединениях» (недоступная ссылка), в котором было дано понятие военно-патриотического объединения (ВПО), определены его основные задачи, направления и формы деятельности. Одной из задач ВПО является участие в подготовке и проведении мероприятий по увековечению памяти защитников Отечества, а формами деятельности — поисковая работа по увековечению памяти защитников Отечества, участие в проведении поисковых экспедиций, установлении имен погибших, запись воспоминаний очевидцев памятных событий военной истории Отечества и участие в сооружении и уходе за памятниками воинской славы.
Новым этапом в поисковом движении стало принятие 16 февраля 2001 года государственной программы «Патриотическое воспитание граждан Российской Федерации на 2001—2005 годы». В этой программе предусматривалось проведение поисковых работ в 2001—2005 гг. Конкретного финансирования по пунктам госпрограммы предусмотрено не было, но тем не менее на пять лет эта программа стала отправным документом для выделения средств на поисковую работу. В развитии госпрограммы Министерство образования разработало свою подпрограмму и мероприятия по её реализации, в которых было запланировано проведение курсов повышения квалификации и учебно-методических сборов руководителей поисковых объединений, выпуск методической литературы, организация поисковой выставки и другое. Такие же программы были приняты в субъектах Федерации и в некоторых муниципальных образованиях. В 2005 году была принята аналогичная программа на 2006—2010 гг., в которой отмечалось, что к 2005 году в стране в основе сложилась система патриотического воспитания. Программой предусматривается в течение всего периода «организация поисковых работ в местах боевых действий Великой Отечественной войны, выявление, реставрация и передача боевой техники времен войны в музеи РФ» и «создание специализированных студенческих строительных отрядов для проведения работ по благоустройству воинских захоронений и поисковых работ в местах боев Великой Отечественной войны». Исполнителями этих мероприятий являлись Рособразование, Роскультура, Минобороны России, органы исполнительной власти субъектов РФ.
22 января 2006 года Президент России Владимир Путин подписал Указ № 37 «Вопросы увековечения памяти погибших при защите Отечества» Архивная копия от 23 марта 2014 на Wayback Machine, в котором на Министерство обороны РФ были возложены полномочия по увековечению памяти погибших при защите Отечества и обязанности уполномоченного федерального органа исполнительной власти в этой сфере. Организация поиска останков безымянных защитников Отечества, работа по восстановлению их имен также была возложена на военное ведомство. Закон РФ «Об увековечении памяти погибших при защите Отечества» регламентирует поисковые работы, которые ведутся общественными организациями, уполномоченными органами власти и управления. На его основе появляются нормативные акты по увековечению памяти и проведению поисковых работ на местном уровне, в субъектах Федерации, в которых работа по поиску и увековечению павших получает своё дальнейшее развитие и конкретную разработку.
В том же 2006 году стартовал интернет-проект Министерства обороны РФ — Объединённый банк данных «Мемориал», открывший широкий доступ к информации о погибших и пропавших без вести в годы Великой Отечественной войны. На сегодняшний день в ОБД введено 11,8 млн цифровых копий документов о безвозвратных потерях периода Великой Отечественной войны из 35 980 архивных дел ЦА МО РФ, ЦВМА, РГВА, ГА РФ, региональных архивов Росархива и 31 590 паспортов воинских захоронений существующих мест воинских захоронений в Российской Федерации и за её пределами. Годом позже, 1 апреля 2007 года, на основании директивы министра обороны РФ и указаний штаба Тыла ВС РФ «О проведении поиска неучтенных воинских захоронений в районах боев Великой Отечественной войны» был сформирован 90-й отдельный специальный поисковый батальон (ОПБ) ЛенВО с дисклокацией с городе Мга Ленинградской области. С 2008 года батальон работает децентрализовано, совместно с общественными поисковыми объединениями в Ленинградской и Калужской областях. Такое решение было принято руководством Министерства обороны в связи с проведением в Калужской области международной «Вахты памяти-2008». В 2010 году по итогам заседания Комитета Совета Федерации по обороне и безопасности обсуждается вопрос о возможном расформировании батальона, поскольку его создание противоречит российскому законодательству: на сегодняшний день Федеральным законом «Об увековечении памяти погибших при защите Отечества» № 4292-1 от 14 января 1993 года определено, что вести поисковую работу могут лишь общественные организации.

### 2010-е годы

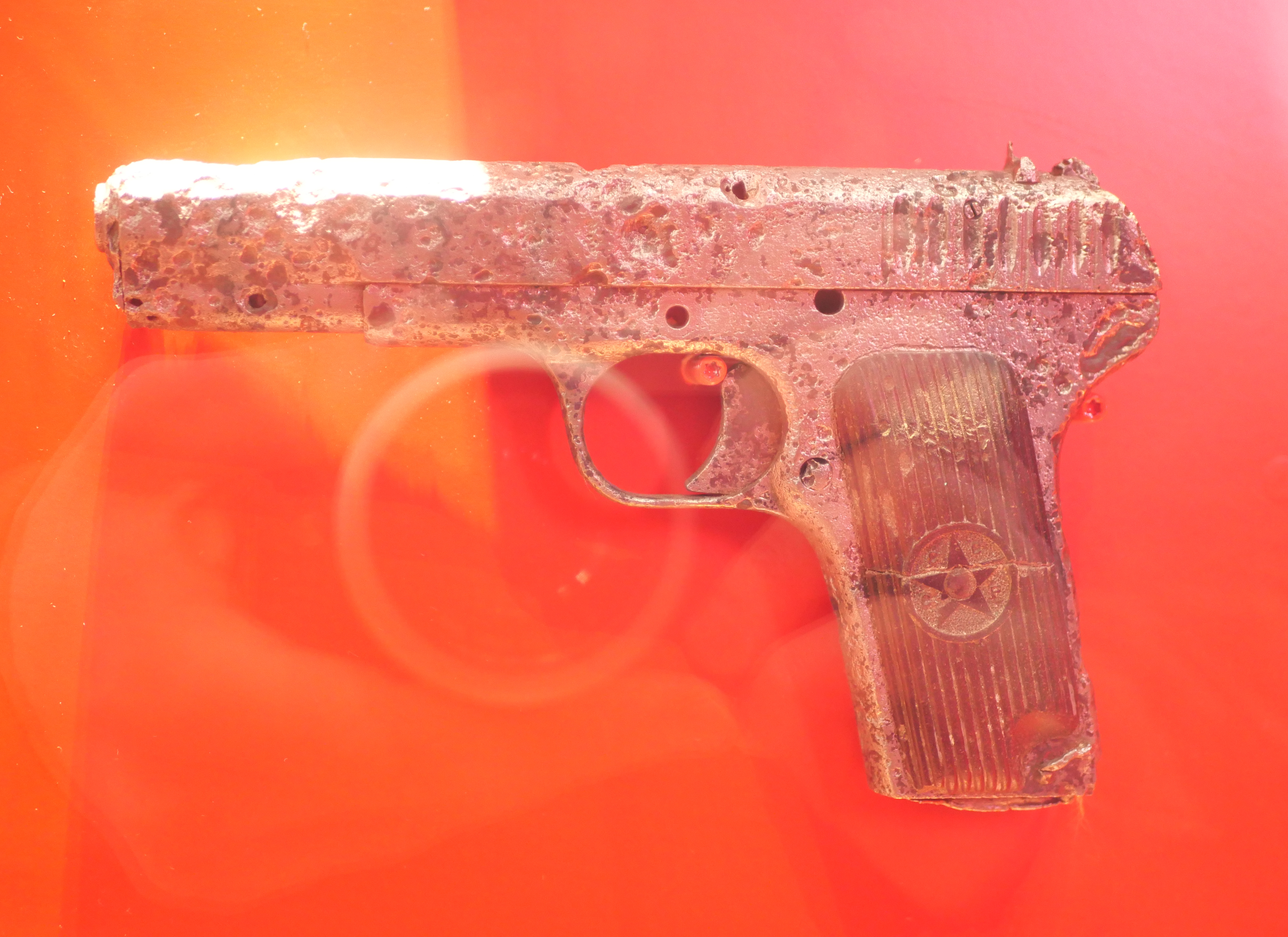
Пистолет ТТ образца 1933 года, принадлежавший Хасану Муртазановичу Муртазину, погибшему на Невском пятачке в 1941 году. Найден поисковым отрядом на территории Невского пятачка в 2013 году. Хранится в музее-панораме «Прорыв», 2021 год.

25 марта 2010 года в Государственной думе по инициативе фракции «Справедливая Россия» прошёл «круглый стол» на тему «О совершенствовании правового регулирования проведения поисковой и архивной работы в целях увековечения памяти погибших при защите Отечества в годы Великой Отечественной войны» (недоступная ссылка). В нём приняло участие большое число военно-мемориальных музеев, поисковых отрядов, общественных организаций, различных министерств и ведомств. Выступления делегатов и их предложения, направленные в оргкомитет «круглого стола», показали, что внесения поправок в действующее законодательство, прежде всего в Федеральный закон «Об увековечении памяти погибших при защите Отечества», будет явно недостаточно для развития поискового движения России. Нужен отдельный профильный закон о поисковой деятельности. Участники мероприятия обсудили проблемы поискового движения, в том числе подготовку проекта Федерального закона «О поисковых организациях и поисковой работе в РФ, проводимой в целях увековечения памяти погибших при защите Отечества». После выступления организаторов и делегатов на съезде был принят итоговый документ (недоступная ссылка), отражающий позицию участников мероприятия.
22 марта 2011 года Комиссия по общественным медалям и памятным знакам Общественной палаты РФ постановила учредить общественную медаль «За сохранение исторической памяти» в целях поддержки поисковой и военно-исторической работы (решение № 74). Медаль вручается гражданам за особые заслуги в проведении поисковой и военно-исторической работы; лицам, оказывающим помощь и поддержку поисковым клубам и организациям военно-исторической направленности, а также за особый вклад в сохранение исторической памяти и активную поисковую деятельность.
В апреле 2013 года было создано общероссийское общественное движение по увековечению памяти погибших при защите Отечества «Поисковое движение России», которое является крупнейшей организацией, занимающейся полевой и архивной поисковой работой. Согласно официальному сайту Движения, оно объединяет более 42 тыс. поисковиков в составе 1428 поисковых отрядов. Региональные отделения Движения открыты в 82 субъектах РФ. В 2013—2018 годах участниками Движения были подняты останки более 120 000 советских солдат и офицеров, установлены более 6000 имён и судеб. Партнёрами Движения являются Минобороны РФ, Минобразования РФ, Российское военно-историческое общество, ВПЦ «Вымпел», Росмолодёжь, Русское географическое общество, Всероссийское общественное движение «Волонтёры Победы».

### 2020 годы
9 августа 2019 года Правительство РФ приняло Постановление № 1036 об утверждении Федеральной целевой программы «Увековечение памяти погибших при защите Отечества на 2019—2024 годы»

### Периодика поисковиков России
Выходит в свет журнал Воения, периодичность 6 номеров в год. Регистрация на издание от 31 марта 2009 года, тираж 1 тысяча экз. Редакция в Москве.

## Поисковое движение в США
В США возвращение на родину останков погибших и пропавших без вести солдат считается одним из национальных приоритетов. 
По состоянию на 2010 год пропавшими без вести во время Второй мировой войны всё ещё числились 74 000 американских военнослужащих. Национальный архив США составил и опубликовал списки всех погибших и пропавших без вести американских военных.
После войн в Индокитае и во Вьетнаме пропавшими без вести числились более двух тысяч граждан США. Работы по поиску, идентификации и возвращению останков начались в 1975 году, вскоре после завершения боевых действий. По состоянию на 2021 год было проведено 145 поисковых экспедиций и 157 церемоний репатриации останков.